# Le Bossu de Rome
Pour les articles homonymes, voir Bossu (homonymie).
Le Bossu de Rome (titre original : Il gobbo) est un film italien réalisé par Carlo Lizzani sorti en 1960.

## Fiche technique
- Titre : Le Bossu de Rome
- Titre original : Il gobbo
- Réalisation : Carlo Lizzani, assisté de Franco Giraldi
- Scénario : Tommaso Chiaretti
- Directeur de la photographie : Leonida Barboni
- Costumes : Piero Gherardi
- Pays d'origine :  Italie
- Genre : Filme dramatique, Film de guerre
- Durée : 103 minutes
- Dates de sortie : 
  -  Italie : 1er décembre 1960
  -  Allemagne de l'Ouest : 22 juin 1961
  -  Japon : 17 septembre 1961
  -  États-Unis : août 1963

## Distribution
- Gérard Blain : Le Bossu
- Anna Maria Ferrero : Ninetta
- Bernard Blier : Le Maréchal
- Ivo Garrani : Moretti
- Pier Paolo Pasolini : Monco
- Teresa Pellati : Fiorin Fiorello
- Nino Castelnuovo : Cencio
- Liuba Bodina : Nella
- Enzo Cerusico : Scheggia
- Franco Balducci : Pallaccia
- Roy Ciccolini : Bello
- Ljubica Otasevic
- Angela Luce
- Piero Bugli
- Lars Bloch
- Ermelinda De Felice
- Edgardo Siroli
- Silvana Corsini